# Ligamento largo do útero
O peritônio (serosa que recobre toda a cavidade abdominal), desce e reveste o útero na cavidade pélvica, tomando o nome de Ligamento Largo.
Embora o ovário fique dentro desse peritônio (intra-peritonial), não é revestido por ele, pois precisa liberar os óvulos.